# Susanne Heinrich
Susanne Heinrich (født 16. maj 1945) er en dansk skuespillerinde.
Hun har ikke gennemgået nogen skuespilleruddannelse, men er udlært balletdanserinde.
Hun debuterede i 1961 på Pantomimeteatret i Tivoli og har siden da bl.a. optrådt på Det kongelige Teater.
I tv har hun medvirket i diverse revy-programmer og i serierne Huset på Christianshavn, Madsen og co. og julekalenderen Brødrene Mortensens Jul.
Hun er gift med skuespilleren og instruktøren Peter Schrøder og har tidligere været gift med skuespilleren Jesper Langberg.

## Udvalgt filmografi
| År   | Titel                   | Rolle | Noter        |
| ---- | ----------------------- | ----- | ------------ |
| 1963 | Frk. Nitouche           |       |              |
| 1965 | Sytten                  |       |              |
| 1966 | Flagermusen             |       |              |
| 1969 | Midt i en jazztid       |       |              |
| 1976 | Den dobbelte mand       |       |              |
| 1973 | Mig og Mafiaen          |       |              |
| 1981 | Gummi-Tarzan            |       |              |
| 1990 | Lad isbjørnene danse    |       |              |
| 1995 | Kun en pige             |       |              |
| 1998 | Brødrene Mortensens Jul |       | Julekalender |